# Maitaca-de-cabeça-azul
A maitaca-de-cabeça-azul, curica, maitaca-azul ou maitaca-do-norte (nome científico: Pionus menstruus) é uma espécie de ave psitaciforme da família dos psitacídeos (Psittacidae). Tem um tamanho médio de cerca de 27 centímetros de comprimento. O corpo é predominantemente verde, com cabeça e pescoço azuis e coberteiras vermelhas na parte inferior da cauda. São populares como animais de estimação.

## Etimologia
Maitaca origina-se do termo tupi mbai'ta, que é composta de mba'e ("coisa") e ta ("ruído, barulho"), que é uma abreviação de taka. Também foi adaptado em português como baitaca, maitá, maritaca, etc. Foi registrado em 1721 como maitáca e 1783 como maitacas. Curica, por sua vez, se originou do tupi ku'ruca. Foi registrado como corica em 1576 e coriqua em 1618.

## Taxonomia
A maitaca-de-cabeça-azul foi formalmente descrita em 1766 pelo naturalista sueco Carlos Lineu na décima segunda edição de seu Systema Naturae. Ele o colocou com todos os outros papagaios do gênero Psittacus e cunhou o nome binomial Psittacus menstruus. Lineu baseou sua descrição em relatos anteriores de Mathurin Jacques Brisson e George Edwards. Em 1760, Brisson publicou uma descrição de Le perroquet a teste bleue de la Guiane de um espécime preservado que havia sido coletado na Guiana Francesa. Em 1764, Edwards incluiu uma descrição e uma gravura colorida à mão de um pássaro vivo no terceiro volume de seu Gleanings of Natural History. A maitaca-de-cabeça-azul é agora um dos oito papagaios colocados no gênero Pionus que foi introduzido em 1832 pelo naturalista alemão Johann Georg Wagler. O nome do gênero vem do grego antigo piōn, pionos que significa "gordura". O epíteto específico menstruus é latino e significa "menstrual".
Três subespécies são reconhecidas:
- P. m. rubrigularis (Cabanis, 1881) – norte da Costa Rica a oeste do Equador
- P. m. menstruus (Lineu, 1766) – leste da Colômbia ao norte da Bolívia, Guianas e nordeste do Brasil
- P. m. reichenowi (Heine, 1884) – leste do Brasil

A BirdLife International e a União Internacional para a Conservação da Natureza (UICN / IUCN) tratam a subespécie P. m. reichenowi como uma espécie separada.

## Características
A maitaca-de-cabeça-azul é encontrada na Bolívia, Brasil, Colômbia, Costa Rica, Equador, Guiana Francesa, Guiana, Panamá, Peru, Suriname, Trindade e Tobago e Venezuela. Não é migrante e habita florestas tropicais e subtropicais úmidas, pântanos, savanas, plantações e florestas fortemente degradadas. Estima-se que uma geração de maitaca-de-cabeça-azul seria 4,91 anos. Tem cerca de 28 centímetros (11 polegadas) de comprimento e pesa 245 gramas. É principalmente verde com uma cabeça azul, pescoço e peito superior, coberteiras vermelhas da cauda e alguns amarelados nas coberturas das asas. A mandíbula superior é preta com áreas avermelhadas em ambos os lados. Nidifica em cavidades de árvores. Os ovos são brancos e geralmente há três a cinco em uma ninhada. A fêmea incuba os ovos por cerca de 26 dias e os filhotes deixam o ninho cerca de 70 dias após a eclosão.

## Conservação
Não há dados concretos sobre o tamanho de sua população, que foi estimada na faixa de cinco e 50 milhões de indivíduos. Presume-se que sua população esteja instável, mas corre risco de declinar a uma taxa de 10% a cada dez devido à perda de habitat. Apesar disso, por sua ampla distribuição e grande população estimada, foi classificada na Lista Vermelha da UICN como pouco preocupante. No Brasil, em 2005, foi classificada como vulnerável na Lista de Espécies da Fauna Ameaçadas do Espírito Santo; e em 2018, como pouco preocupante na Lista Vermelha do Livro Vermelho da Fauna Brasileira Ameaçada de Extinção do Instituto Chico Mendes de Conservação da Biodiversidade (ICMBio).